# Byrsia aurantiaca
Byrsia aurantiaca is een beervlinder uit de familie van de spinneruilen (Erebidae). De wetenschappelijke naam van de soort is als Hypocrita? aurantiaca voor het eerst geldig gepubliceerd in 1886 door Snellen.